# Elisabeth Mann Borgese

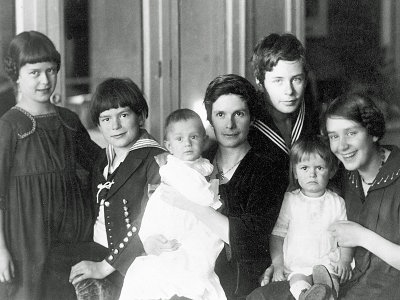
Katia Mann gyermekeivel 1919 körül (a bal szélen áll Monika, mellette Golo, Michael, Klaus, Elisabeth és Erika)

Elisabeth Veronika Mann (München, 1918. április 24. – St. Moritz, 2002. február 8.) német származású tengerjogi szakértő, ökológus, író, publicista és szakíró, a Római Klub egyik alapítója és sokáig egyetlen női tagja, Thomas Mann és Katharina Pringsheim ötödik gyermeke, becenevén Médi.

## Élete
Apja legkedvesebb gyermeke volt Erika mellett, emlékét őrzi a Gesang vom Kindchen, Unordnung und frühes Leid, és a Mario és a varázsló. A realitások talaján álló, életvidám Elisabeth a világhírű apa árnyékában is boldog akart és tudott lenni. Münchenben a Felsőbb Leányiskolában, Zürichben a Freies Gymnasiumban tanult. Elvégezte a zongora tanszakot a Zürichi Konzervatóriumban. Szülei férfisoviniszták voltak, apja alkalmanként kijelentette, hogy a nők jó másodosztályt képviselnek. Elisabeth nőjogi kérdések iránt kezdett érdeklődni, feminista kiadványokat olvasott. Édesanyja családjában már volt erre példa. Hedwig Dohm, Elisabeth dédanyja volt a legelső német női jogharcos. 1938-ban szüleivel az Egyesült Államokba emigrált, apja a Princetoni Egyetem tanára lett. Ott ismerkedett meg a nála 36 évvel idősebb Giuseppe Antonio Borgese olasz történésszel és irodalomtudóssal, aki azért hagyta el hazáját, mert nem akart felesküdni a nemzetiszocilista eszmékre a Milánói Egyetemen.
1939-ben házasodtak össze, Chicagóba költöztek, Borgese a Chicagói Egyetemen tanított olasz irodalmat. 1945 és 1952 között Elisabeth részt vett férjével együtt annak a bizottságnak a munkájában, amely egy Világalkotmány létrehozásán dolgozott az egyetemen. A bizottságban közgazdászok, gazdaságtörténészek, történészek, irodalomtudósok, antropológusok is részt vettek. A globális világalkotmány előzetes tervezete (1947–1948) tartalmazta, hogy a népek egyetértenek abban, hogy az emberek szellemi szintjének és fizikai jólétének növelése az emberiség közös célja. E cél eléréséhez egyetemes béke szükséges, a béke megteremtéséhez pedig igazságosság…a háborúkat az egymással rivalizáló nemzetállamok okozzák, ezért véget kell vetni a nemzetállamok korának, helyette Szövetséges Világköztársaságot kell létrehozni, amelynek a jelen alkotmánytervezet az alaptörvénye. Az alkotmánytervezet többek között azt is hangsúlyozta, hogy a föld, a víz, a levegő és az energia az emberiség közös tulajdona, amellyel mindig úgy kell gazdálkodni, hogy a közjót szolgálja.
1952-ben, a mccarthyzmus erősödésekor visszatértek Olaszországba, de Borgese három hónap múlva váratlanul meghalt. Elisabeth Firenzében maradt, nevelte két leányát, és írt, publikált. 1960-ban jelent meg a To whom it may concern, 1963-ban pedig az Ascent of Woman.
1964-ben a Chicagói Egyetem egykori tanára, Robert Hutchins, aki szintén tagja volt a világalkotmánnyal foglalkozó bizottságnak, tudományos segédmunkatársnak hívta Santa Barbarába, a Demokratikus Intézményeket Tanulmányozó Központba.

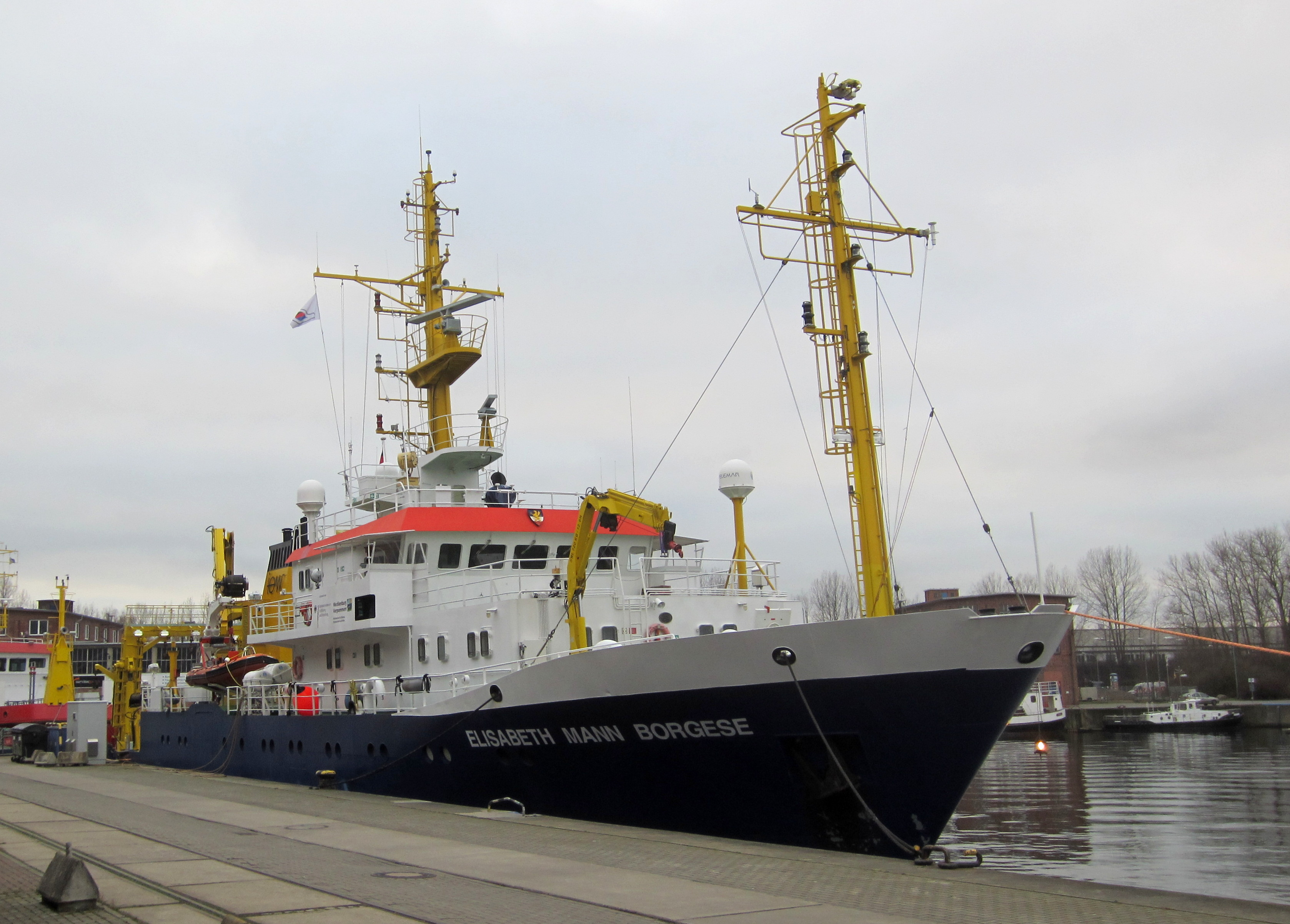
Az Elisabeth Mann Borgese német kutatóhajó

A chicagói évek játszottak később jelentős szerepet abban, hogy Elisabeth a tengerek és óceánok állapotmegőrzéséért harcolt. 1967-től rendszeresen részt vett az ENSZ tengerjogi konferenciáin. Mottója volt, hogy meg kell menteni az óceánokat, ha meg akarjuk menteni magunkat. Málta ENSZ küldöttével, Arvid Pardóval együtt elérte, hogy a nemzetközi tengerjog az emberiség közös örökségének tekintse a tengerfenék ásványkincseit, és a tengerek élővilágát.
1970-ben Pacem in Maribus (Béke a világ tengerein) konferenciát rendezett Máltán. 1972-ben létrehozta az óceánok állapotmegőrzését felügyelő tudományos intézményt, a Nemzetközi Óceán Intézetet (The International Ocean Institute) Máltán. Azóta 25 Óceán Intézet nyílt a világ különböző helyein. Az 1976-ban megjelent könyvét Das Drama der Meere (A tengerek drámája) 13 nyelvre lefordították. 1980-tól Halifaxban a Dalhousie Egyetemen tanított politikatudományokat és nemzetközi tengerjogot. Neki köszönhető a Nemzetközi Tengerjogi Bíróság felállítása Hamburgban, 1996-ban, 2011-ben német kutatóhajót neveztek el róla. Sívakáción volt St. Moritzban, amikor váratlanul meghalt.

## Művei
- To Whom it May Concern
- Ascent of Woman
- Wie man mit den Menschen spricht
- The Drama of the Oceans
- Seafarm: The Story of Aquaculture
- Die Zukunft der Weltmeere. Ein Bericht für den Club of Rome
- Der unsterbliche Fisch
- Mit den Meeren leben. Über den Umgang mit den Ozeanen als globaler Ressource
- Wie Gottlieb Hauptmann die Todesstrafe abschaffte